# Eutelsat

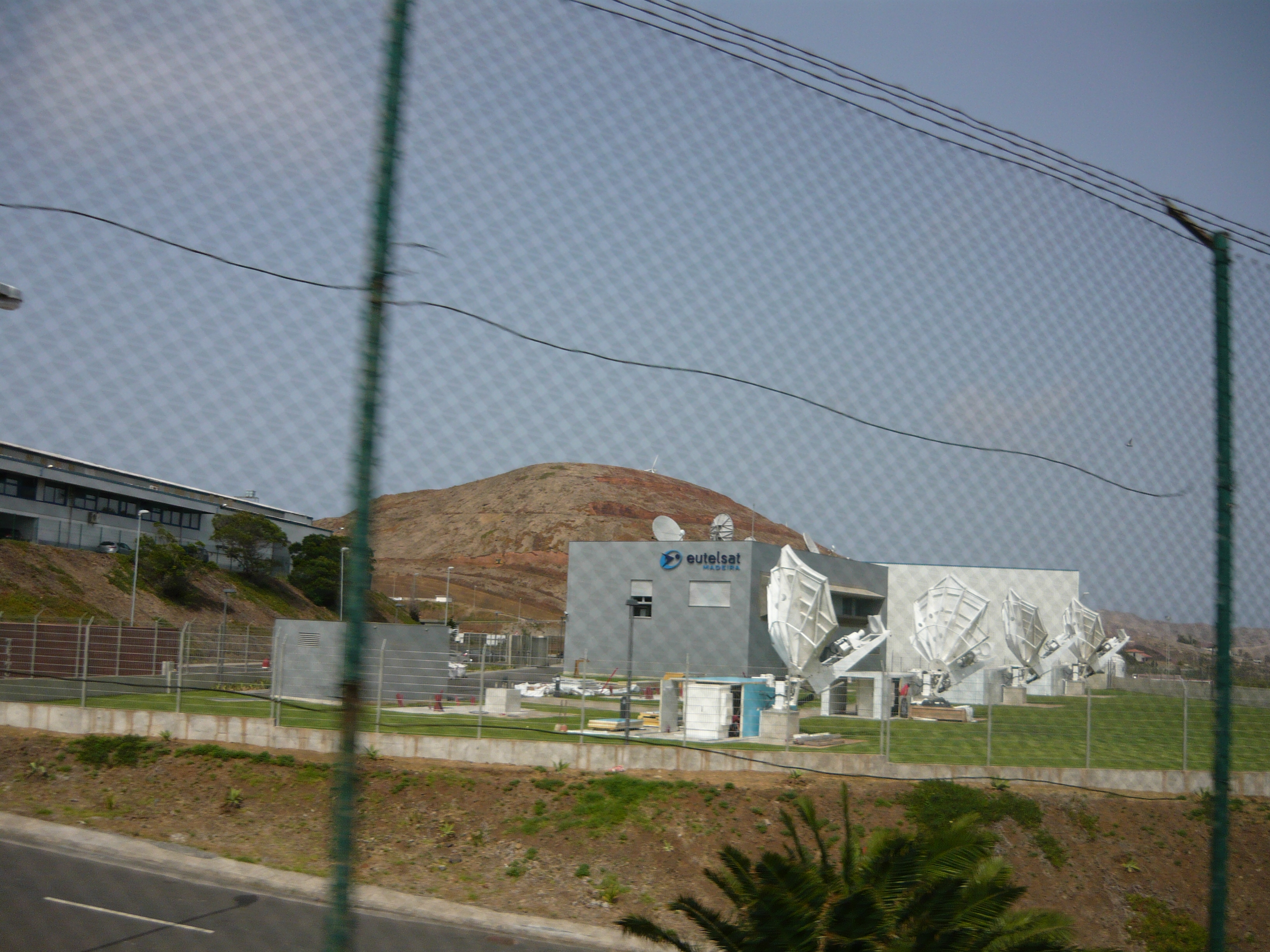
Станция связи

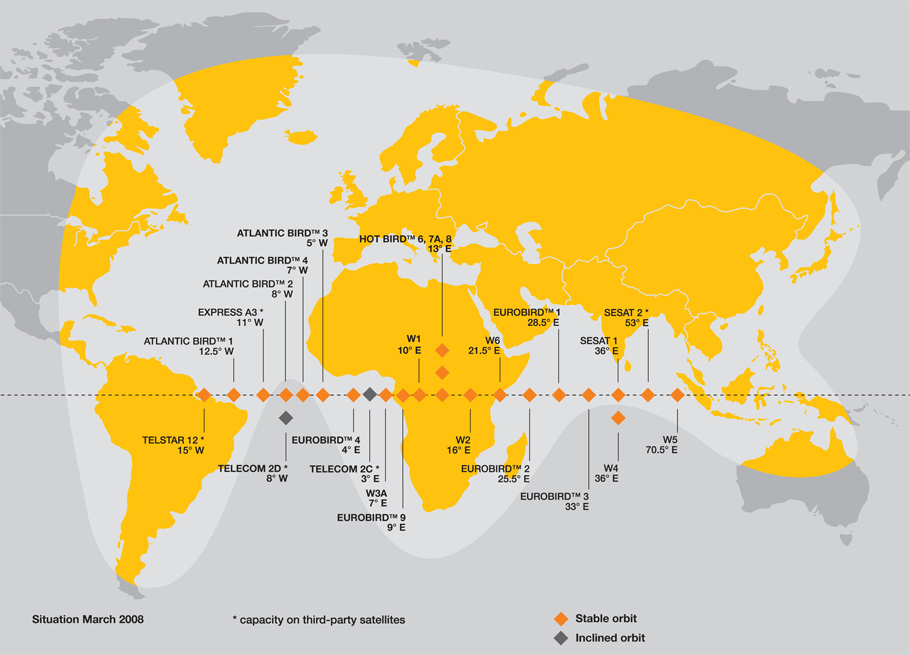
Спутниковый флот (2008)

Eutelsat — французская спутниковая телекоммуникационная компания. Один из крупнейших операторов спутниковой связи в мире. Штаб-квартира находится в Исси-ле-Мулино (пригород Парижа).

## История
Европейская телекоммуникационная спутниковая организация (European Telecommunications Satellite Organization, Eutelsat, «Евтелсат») была создана в 1977 году в сотрудничестве с Европейским космическим агентством. В 1982 году началась регистрация стран-участниц. Первый спутник Eutelsat I F-1 был выведен на орбиту в 1983 году; к 1988 году было выведено ещё 3 спутника первого поколения.
В начале 1990-х годов в организацию были приняты страны Восточной Европы. В 1994 году начался переход на цифровое телевещание стандарта DVB-S. В 1995 году был запущен первый спутник серии Hot Bird. В 1996 году был разработан протокол DiSEqC для обмена данными между элементами оборудования по приёму спутникового телевидения.
В июле 2001 года основная часть активов межправительственной организации EUTELSAT IGO была выделена в частную компанию Eutelsat. В 2005 году, после размещения акций на Парижской фондовой бирже, Eutelsat стала публичной компанией. С 2002 года по 2013 год орбитальная группировка компании увеличилась на семь спутников (с 17 до 24 аппаратов). В 2010 году был выведен на орбиту спутник Ka-Sat с самой большой на тот момент в мире пропускной способностью. В 2017 году был запущен спутник Eutelsat 172B для работы на Азию, Океанию и Тихоокеанский регион. В 2021 году был запущен Eutelsat Quantum, первый в мире перепрограммируемый коммерческий спутник.
В сентябре 2023 года было завершено приобретение британской компании OneWeb, которой принадлежало более 600 низкоорбитальных спутников.

## Собственники и руководство
По состоянию на 2024 год крупнейшими акционерами были Bharti Enterprises (23,83 %), Bpifrance (13,59 %), SB Investment Advisers (UK) Ltd. (10,89 %), правительство Великобритании (10,89 %), CMA CGM (5,47 %), Hanwha (5,44 %), ISALT (4,15 %).
- Доминик д’Эннен (Dominique D’Hinnin, род. 4 августа 1959 года) — председатель совета директоров с 2017 года, ранее карьера проходила в издательской группе Lagardère[7].
- Ева Бернеке (Eva Berneke, род. 22 апреля 1969 года в Дании) — генеральный директор с 2022 года. Начинала карьеру в McKinsey & Company, затем работала в датских телекоммуникационных компаниях TDC и KMD[англ.].

## Деятельность
По состоянию на июнь 2024 года компании принадлежало 35 геостационарных спутников связи и созвездия из 634 низкоорбитальных спутников. Спутники компании используются для ретрансляции телепрограмм (более 6500 телеканалов), стационарной и мобильной связи, для государственных нужд.
Спутниковая связь системы Eutelsat используется украинской армией в ходе российского вторжения в Украину, хотя и значительно уступает сети Starlink. Доступ ВСУ к системе Eutelsat оплачивают власти ФРГ.
Выручка компании за 2023/24 финансовый год составили 1,21 млрд евро, её распределение по регионам: Франция — 6 %, Италия — 10 %, Великобритания — 8 %, Россия — 6 %, остальная Европа — 20 %, Америка — 24 %, Ближний Восток — 15 %, Африка — 9 %, Азия — 2 %.

## Eutelsat и Россия
Российские DTH-операторы ФГУП «Космическая связь», НТВ Плюс и Триколор ТВ используют спутник Eutelsat 36B.
Компания Eutelsat арендует ёмкость на спутнике ФГУП «Космическая связь» Экспресс-АМУ1 и осуществляет её продажу под коммерческим наименованием Eutelsat 36C. Также компания Eutelsat заключила с ФГУП «Космическая связь» 15-летние договоры аренды транспондеров спутников непосредственного телевещания «Экспресс-АТ1» и «Экспресс-АТ2».